# Yutbash
Yutbash är en ort i Mexiko.   Den ligger i kommunen Chamula och delstaten Chiapas, i den sydöstra delen av landet, 700 km öster om huvudstaden Mexico City. Yutbash ligger 2 352 meter över havet och antalet invånare är 132.
Terrängen runt Yutbash är kuperad. Runt Yutbash är det tätbefolkat, med 530 invånare per kvadratkilometer. Närmaste större samhälle är San Cristóbal de las Casas, 9,5 km söder om Yutbash. Omgivningarna runt Yutbash är en mosaik av jordbruksmark och naturlig växtlighet.